# 베냐민 클라이브링크
베냐민 필리프 클라이브링크(독일어: Benjamin Philip Kleibrink, 1985년 7월 30일~)는 독일의 펜싱 선수로 주 종목은 플뢰레이다. 2007년 유럽 선수권 대회 단체전 우승을 했으며, 2008년 하계 올림픽에서 개인전 금메달, 단체전 동메달을 획득했다.

## 경력
클라이브링크의 최대 업적은 2008년 하계 올림픽의 남자 플뢰레 개인전 금메달이다. 그는 금메달을 획득하는 과정에서 지다 겐타를 15-10, 레이성을 15-7, 주쥔을 15-4, 오타 유키를 15-9로 꺾었다. 클라이브링크는 2007년 유럽 선수권 대회의 남자 개인 플뢰레 결승전에서 이탈리아의 안드레아 발디니에게 13-15로 패하며 준우승을 거두었다. 그는 2007년 세계 선수권 대회 남자 플뢰레 개인전에서 같은 국적의 페터 요피히에게 4-15로 패하며 동메달을 획득하였다.